# Загустайский дацан
Загуста́йский даца́н «Дэчи́н Рабжили́нг» (бур. Загастайн хийд; прежние названия: Джагустайский, Джагустаевский, Тохойский; тиб. བདེ་ཆེན་རབ་རྒྱས་གླིང, Вайли bde chen rab rgyas gling — «Место процветания великого блаженства») — буддийский монастырь (дацан) тибетской школы гелуг, относящийся к Буддийской традиционной сангхе России.
Расположен в Селенгинском районе Бурятии, в 6 км к югу от улуса Тохой, и в 4 км к северо-востоку от окраины города Гусиноозёрска, на Кяхтинском тракте. 
С 2021 года, по версии Министерства туризма Республики Бурятия, входит в «ТОП-100 достопримечательностей Республики Бурятия».

## История

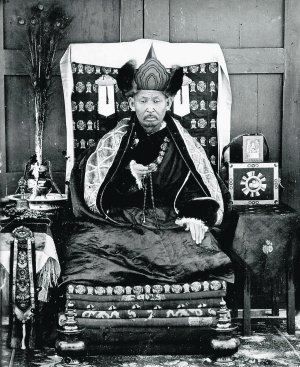
Пандито Хамбо лама Даши-Доржо Итигэлов, служивший в Загустайском дацане в 1883—1889 гг.

Загустайский дацан был основан в 1784 году прихожанами Ацайского дацана, жившими к северо-востоку от Гусиного озера, и принадлежавшими к шести булагатским родам. Первоначально располагался в войлочной юрте на левом берегу реки Загустай. Первый деревянный соборный храм (Цогчен-дуган) был построен в 1789 году.
К 1863 году в дацане, помимо главного храма Цогчен-дугана, имелось 11 малых храмов — сумэ :
- Аюши-сумэ, в честь Будды Долгой Жизни Амитаюса
- Гунриг-сумэ, посвящённый Будде Вайрочане
- Дара-эхэ-сумэ, в честь Тары
- Демчок-сумэ, посвящённый Йидаму Чакрасамваре
- Докшит-сумэ, или Сахюусан-сумэ, посвящённый Защитникам Учения Будды
- Курду-сумэ
- Майдари-сумэ, посвящённый Будде градущего — Майтрее
- Найдан-сумэ, посвящённый 16 Архатам, ученикам Будды Шакьямуни
- Оточи-сумэ, или Манба-дуган, посвящённый Будде медицины Оточи
- Шагдор-сумэ
- Шакьямуни-сумэ, в честь Будды Шакьямуни

В 1864 году все здания Загустайского дацана сгорели в огне большого пожара.
В 1867 году было решено построить новый, теперь уже каменный дацан. Однако долгое время не могли определиться с местом строительства. По этой причине в 1880 году построили временный деревянный храм в урочище Тохой. В 1891 году его перенесли на прежнее место в местность Загустай.
C 1883 по 1889 год в Загустайском дацане служил будущий 12-й Пандито Хамбо лама Даши-Доржо Итигэлов.
В 1894 году прихожанами были построены несколько сумэ, хозяйственные постройки, ограды. Произведена покраска дацана.
В 1908—1909 годах Загустайский дацан был перенесён в местность Тохой на левом берегу реки Убукун у нынешнего улуса Жаргаланта.
В 1910 году настоятелем дацана был Цыден Цыденжапов. В 1912 году в штате дацана значились: гэлуны Цыренпил-Гунзын Гармаев, Дондуп Зотбоев, Очир-Гылык Дандаров, Намжил-Батоцырен Шойжамсуев, исполнявший обязанности ширээтэ ламы (настоятеля), банди Ирдыни Цоктоев.
В 1933 году в ходе проведения антирелигиозной политики Загустайский дацан был закрыт и в последующие годы полностью разрушен. Ламы дацана были репрессированы, большая часть из них расстреляна.

## Возрождение
Возрождение Загустайского дацана началось 17 августа 2012 года, когда в Селенгинском районе, в местности Обоотой губэ у Кяхтинского тракта, 24-й Пандито Хамбо лама Дамба Аюшеев выбрал место для возведения первого храма — Сахюусан-сумэ.
Строительство началось методом народной стройки в том же году. Восстановление дацана шло на добровольные пожертвования жителей Селенгинского района и спонсорской поддержке бизнесменов, выходцев из этого района. 23 августа 2013 года в Улан-Удэ прошёл благотворительный концерт в поддержку строительства Загустайского дацана.

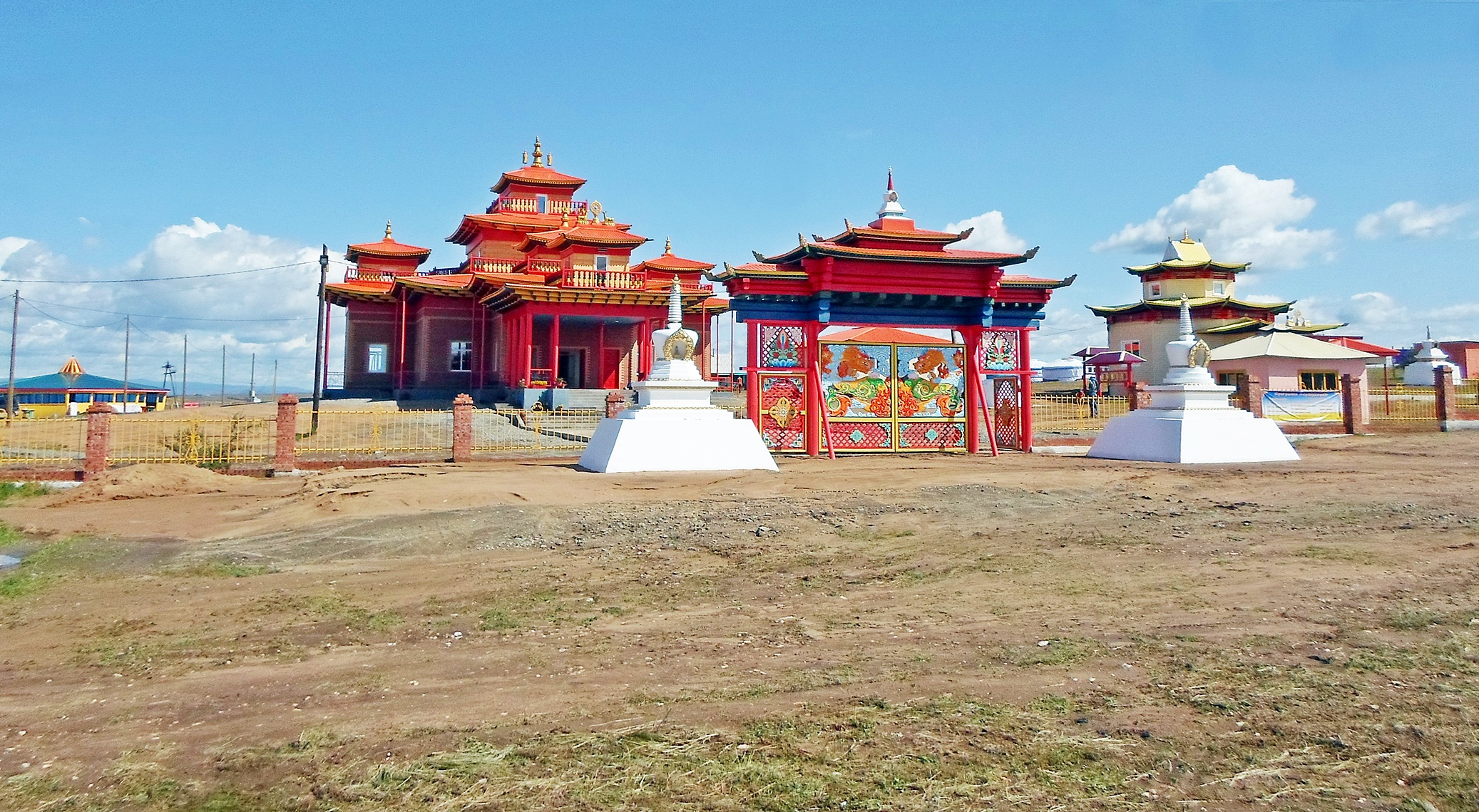
Загустайский дацан. Август 2019 г.

Торжественное открытие и освещение возрождённого Загустайского дацана состоялось 13 сентября 2014 года.
В настоящее время настоятелем (ширээтэ) дацана является Баясхалан-лама. Службы ведутся в единственном пока дугане — Сахюусан-сумэ. В 2015 году начаты приготовления к возведению главного соборного храма — Цогчен-дугана. 22 августа 2019 года состоялось открытие Цогчен-дугана.
В 2020 году Министерством туризма Бурятии был запущен Республиканский интернет-конкурс «ТОП-100 достопримечательностей Республики Бурятия». В результате голосования жителей и представителей муниципалитетов и организаций Загустайский дацан занял 2 место.